# Menil Collection
La Menil Collection est un musée d'art moderne et contemporain situé à Houston, au Texas, dans le sud des États-Unis, et qui rassemble les œuvres de la collection de Jean et Dominique de Ménil.

## Description
Le bâtiment a été dessiné par l'architecte italien Renzo Piano.
Le commissaire Walter Hopps a été le premier directeur du musée. Celui-ci est réputé pour ses œuvres surréalistes (Max Ernst, René Magritte…).
Les collections ont fait l'objet d'une grande exposition aux galeries nationales du Grand Palais, en 1984, « La Rime et la Raison ».

### Quelques artistes et œuvres exposés
- Georges Braque
- Paul Cézanne
- Giorgio De Chirico
  - Hector et Andromaque, 1918
- Max Ernst
  - La Femme aux 100 têtes, roman-collages, 1929
  - Loplop présente Loplop, 1930
  - Le roi joue avec la reine, sculpture, 1944
- Jasper Johns
- Paul Klee
- Yves Klein
  - Hiroshima, vers 1961
- Fernand Léger
- René Magritte
  - Le Sens de la nuit, 1927
  - L'Évidence éternelle, 1930
  - Le Viol, 1934
  - Ceci est un morceau de fromage, 1936 ou 1937
  - La Chambre d'écoute, 1952
  - Golconde, 1953
  - La Clef de verre, 1959
  - La Lunette d'approche, 1963
  - Le Monde invisible
- Henri Matisse
  - Feuille noire sur fond vert, collage, 1952
- Joan Miró
  - Peinture, la magie de la couleur, 1930
- Pablo Picasso
- Jackson Pollock
- Robert Rauschenberg
- Mark Rothko (14 tableaux[1])
- Jacques Stella
- Cy Twombly
- Andy Warhol
- Marcel Verdier